# Skarhults kyrka
Skarhults kyrka är en kyrkobyggnad i Skarhult i Eslövs kommun. Den tillhör Eslövs församling i Lunds stift.

## Kyrkobyggnaden
Ursprungliga kyrkan uppfördes under slutet av 1100-talet i romansk stil. Ett tympanonfält hugget i sandsten har gjort att man namngivit en stenmästare utifrån kyrkans namn, Skarhultsmästaren. Takvalven tillkom under 1400-talet och försågs med dekormålningar omkring 1460 och figurmålningar omkring 1550. Vid mitten av 1500-talet byggdes kyrkan till; Mette Rosencrantz, slottsfru på Skarhults slott bytte ut absidkoret mot ett större rakt kor, och under koret gjordes ett gravvalv för maken Sten Rosensparre, som dött vid slaget vid Axtorna 1565.
Kyrkan restaurerades 1940, och då återskapades den romanske mästarens profilerade sandstensportal med tympanon med springande lejon.

## Inventarier
- Nuvarande altare är från 1500-talet.
- Predikstolen tillverkades i början av 1700-talet av Johan Ullberg.

### Orgel
- Tidigare användes ett harmonium i kyrkan.
- Den nuvarande orgeln byggdes 1968 av J. Künkels Orgelverkstad AB, Lund och är en mekanisk orgel.

| Manual I     | Manual II      | Pedal      | Koppel |
| Gedackt 8´   | Rörflöjt 8´    | Subbas 16´ | I/P    |
| Principal 4' | Koppelflöjt 4' |            | II/P   |
|              | Principal 2'   |            | II/I   |

## Kända personer jordfästa vid Skarhults kyrka
- Sten Rosensparre
- Nils Ludvig Olsson
- Ulf Laurin

## Galleri

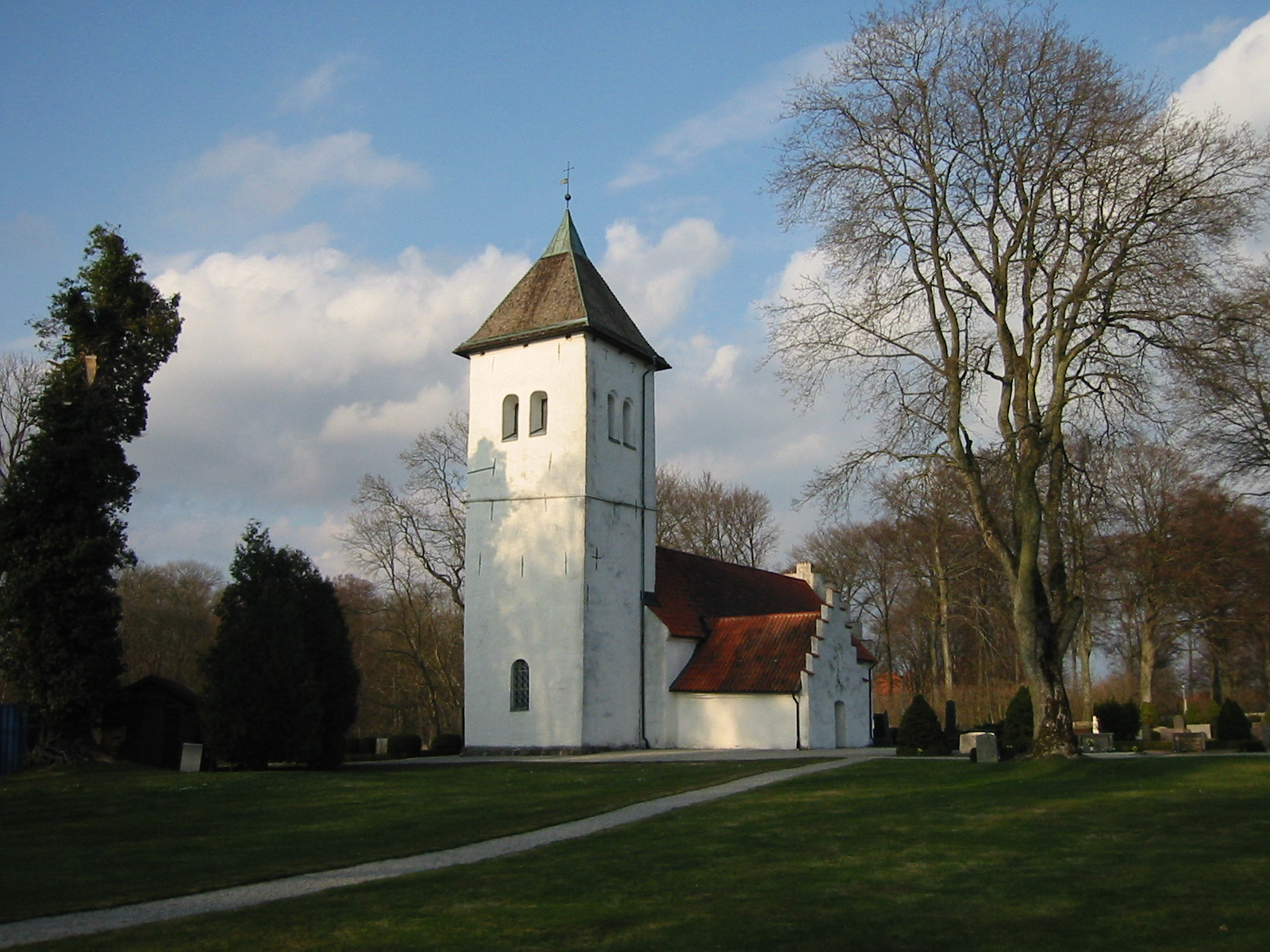
Skarhults kyrka i april 2006
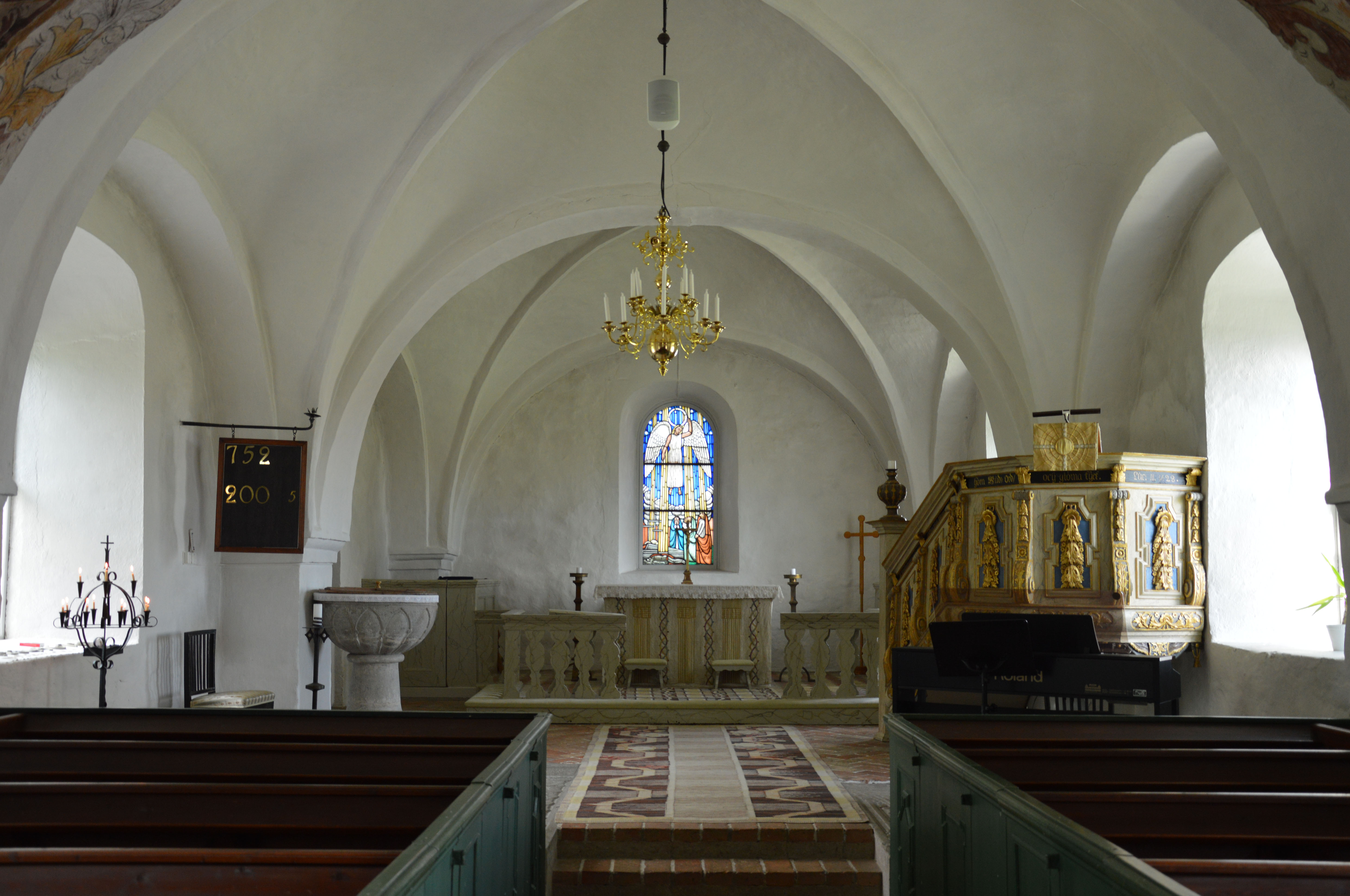
Interiör
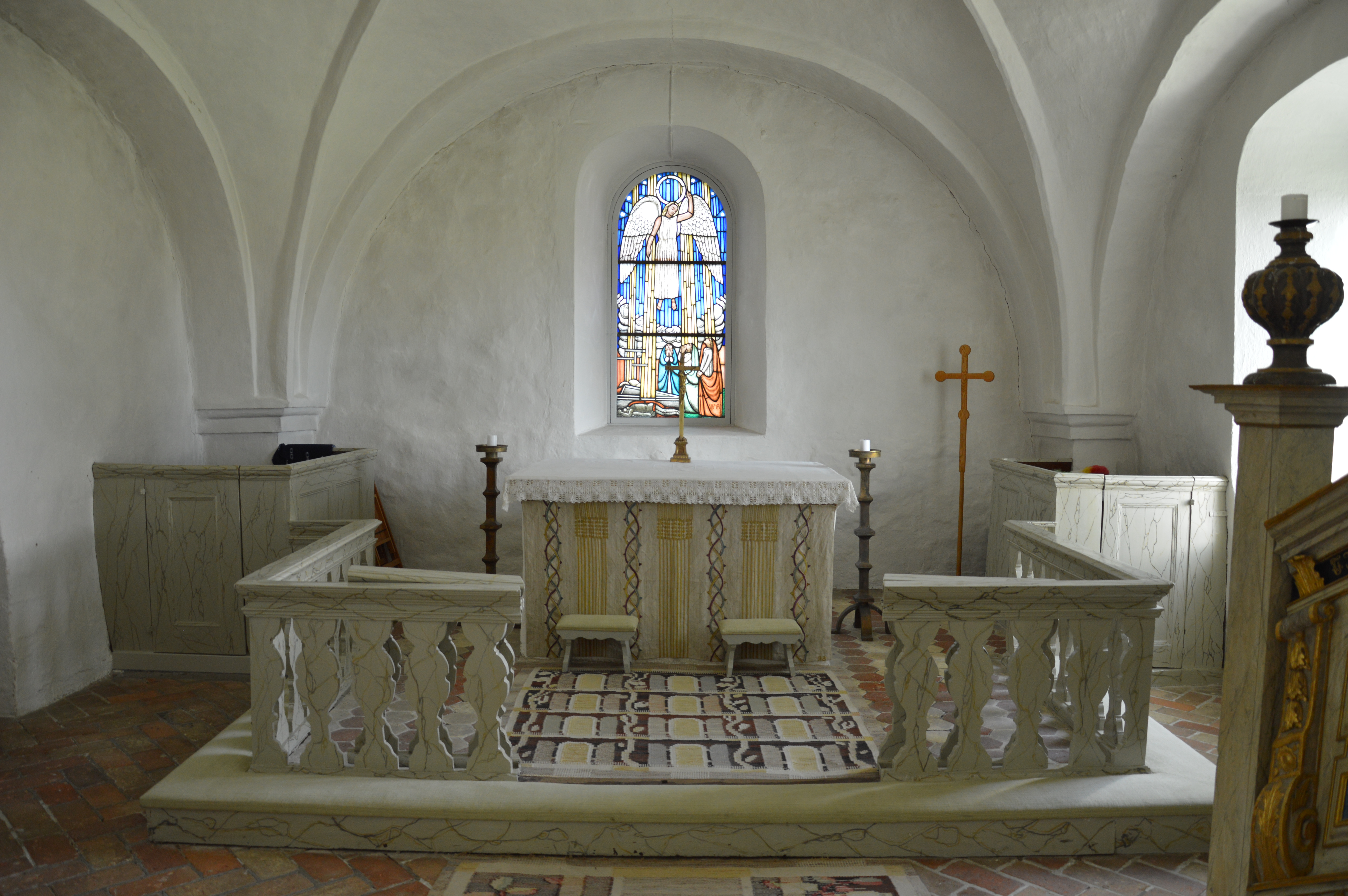
Altare
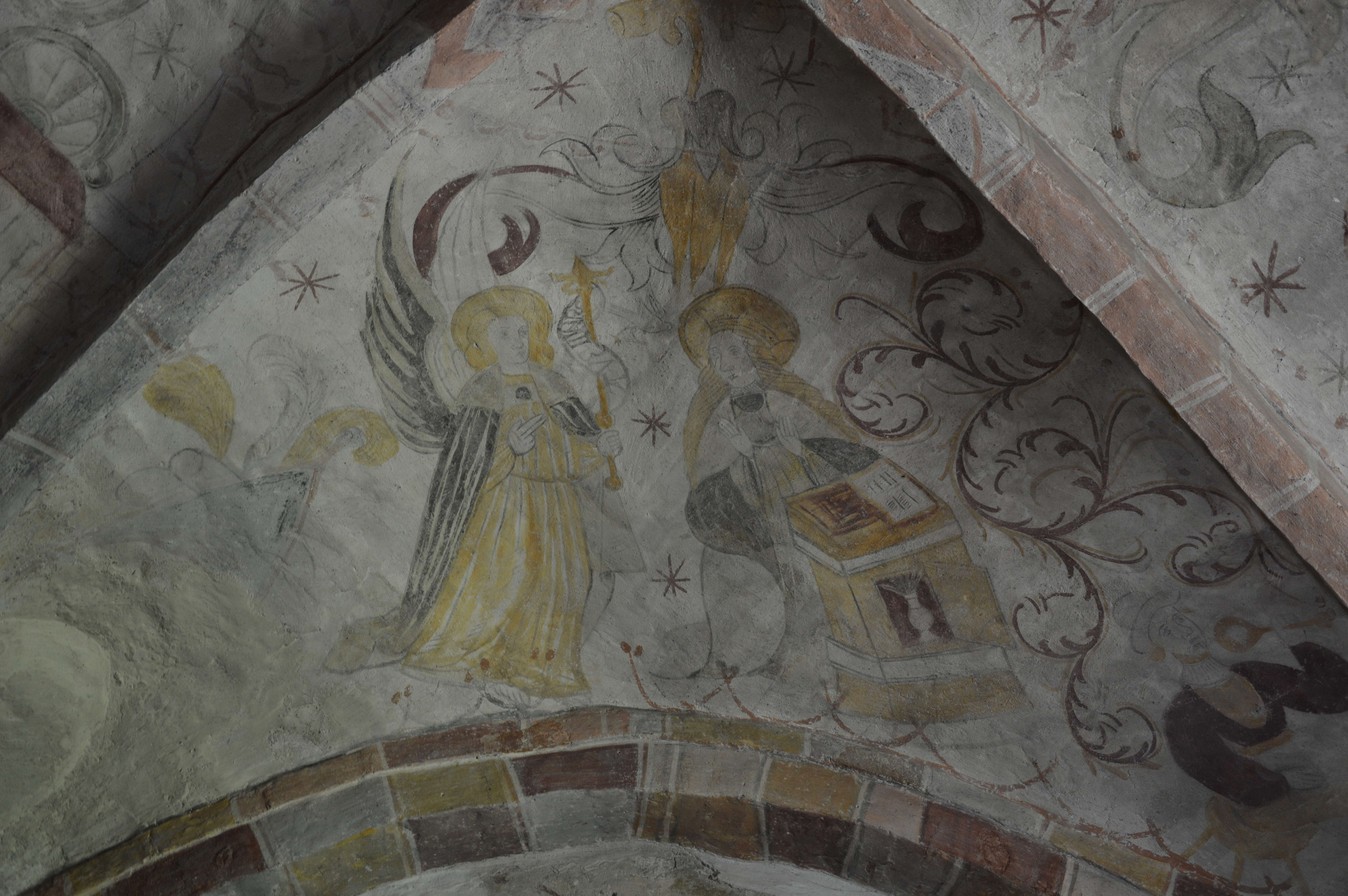
Takmålning
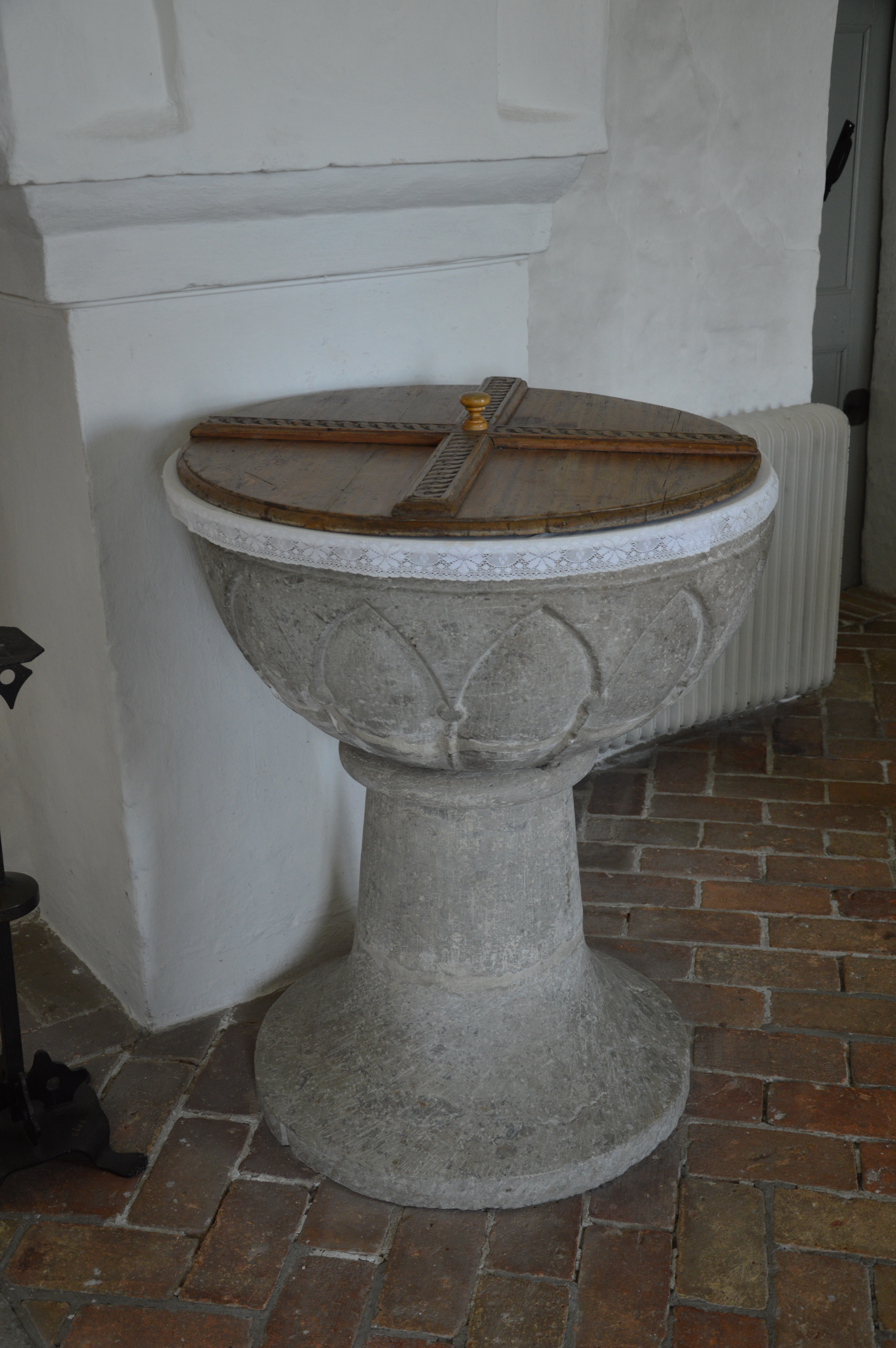
Dopfunt
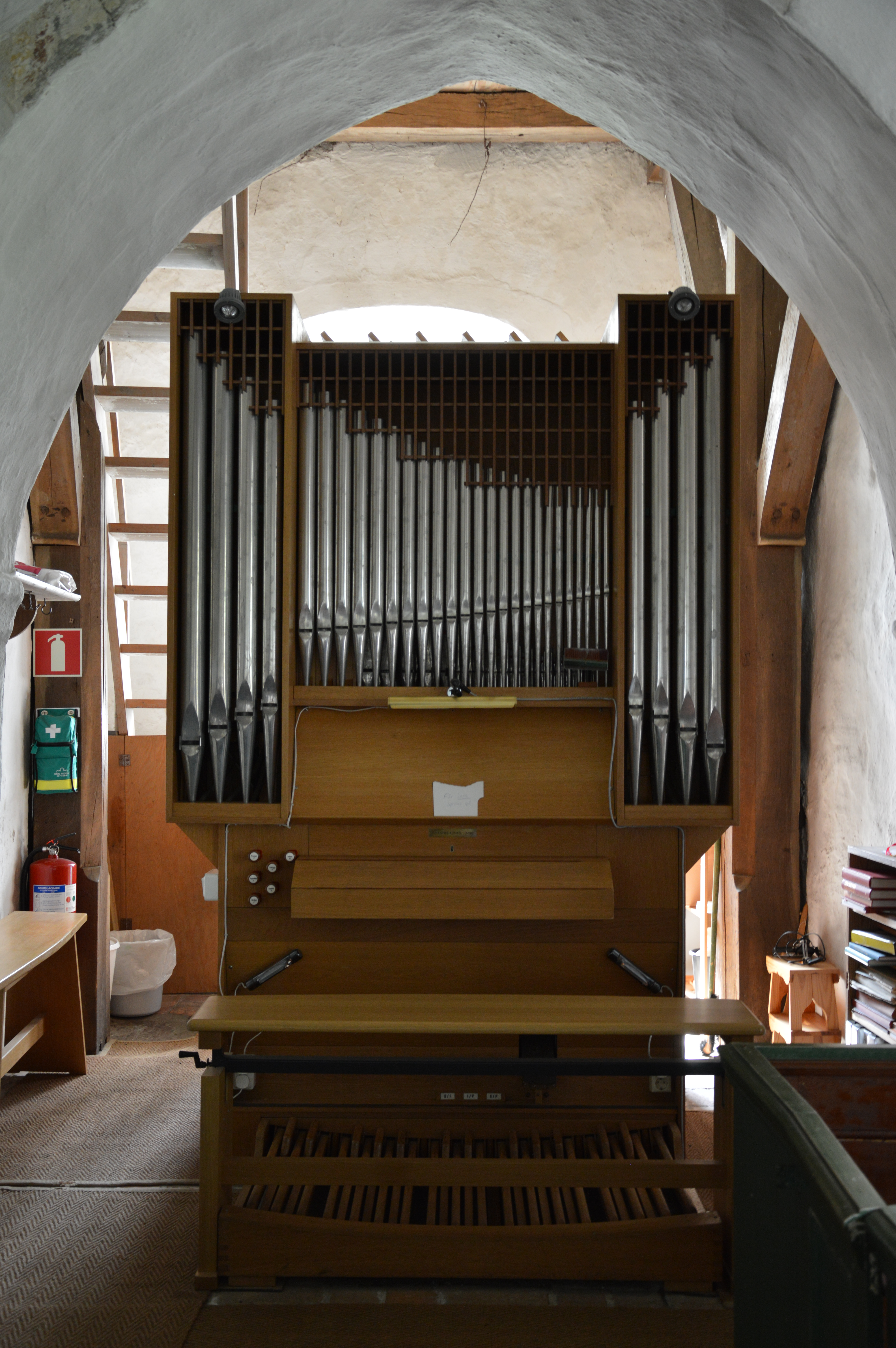
Orgeln
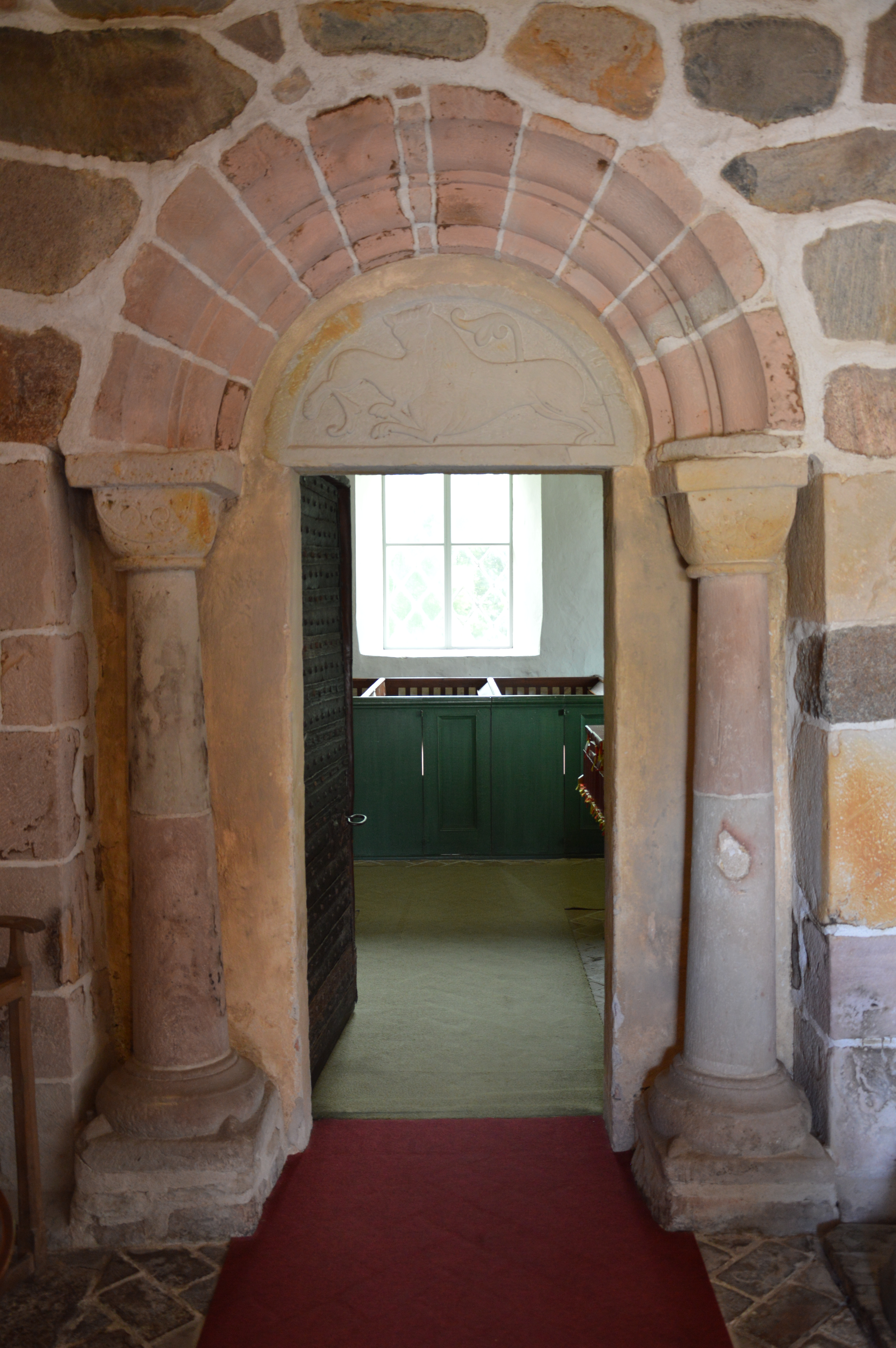
Sandstensportal
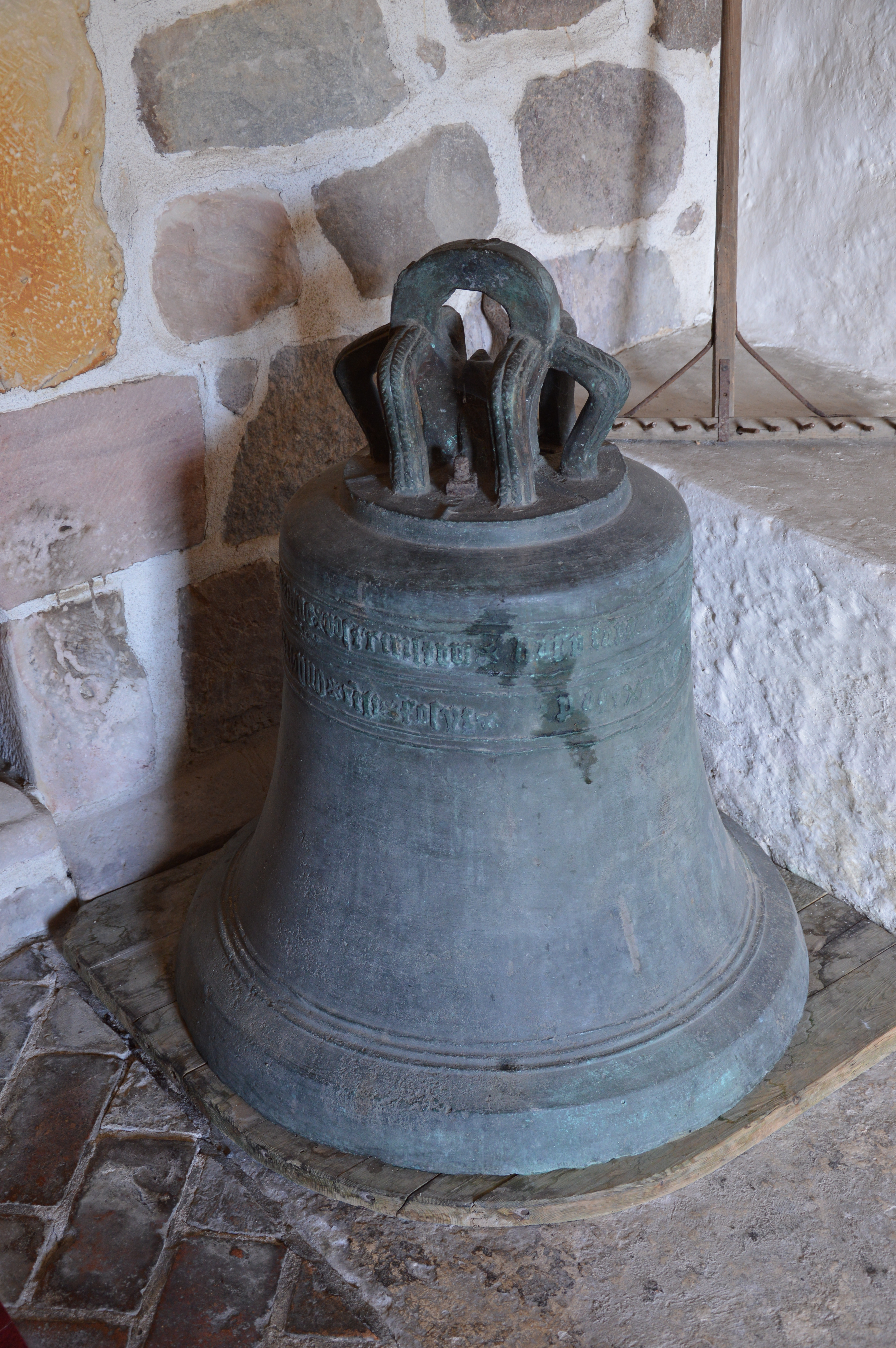
Äldre kyrkklocka
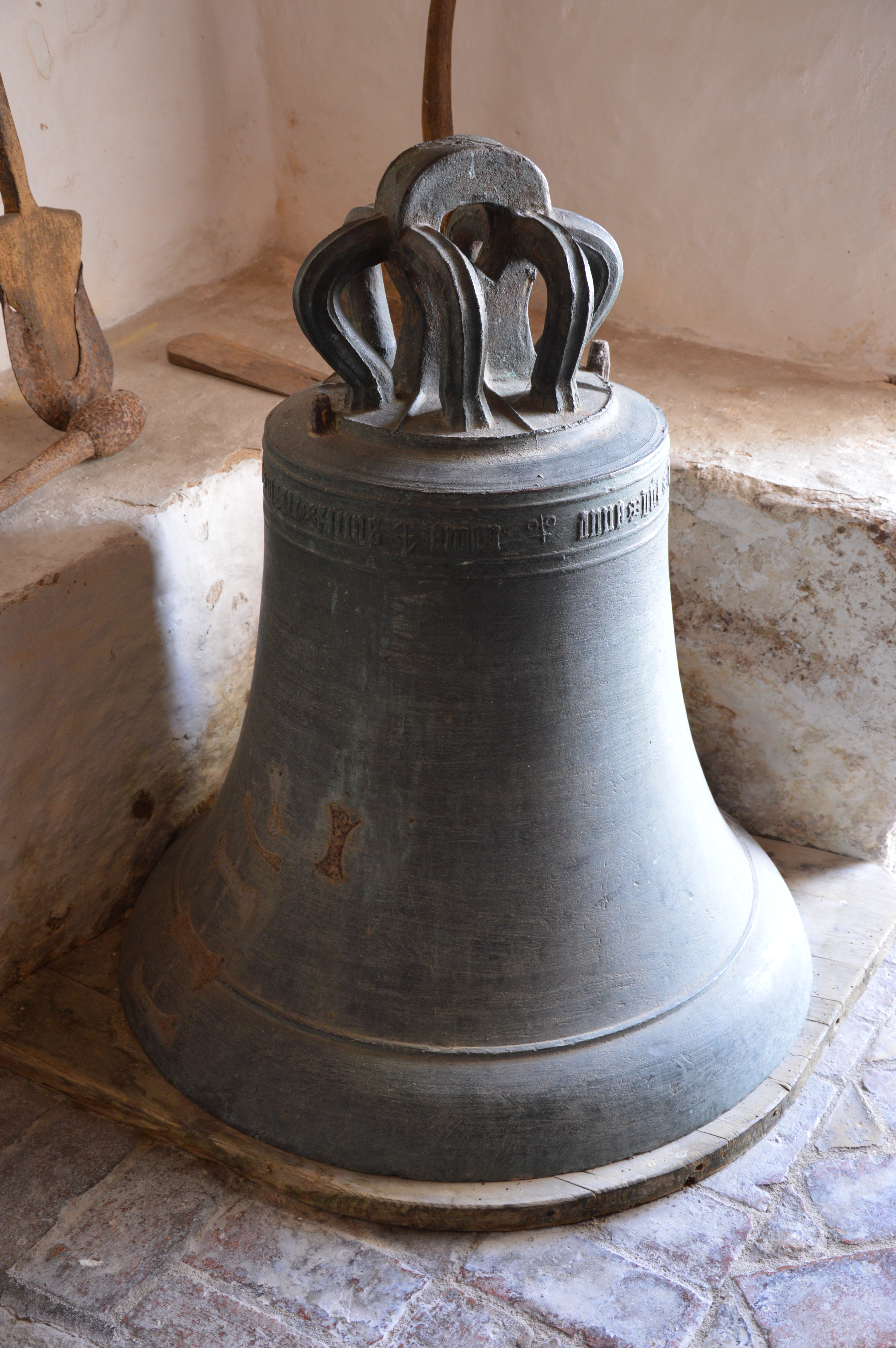
Äldre kyrkklocka
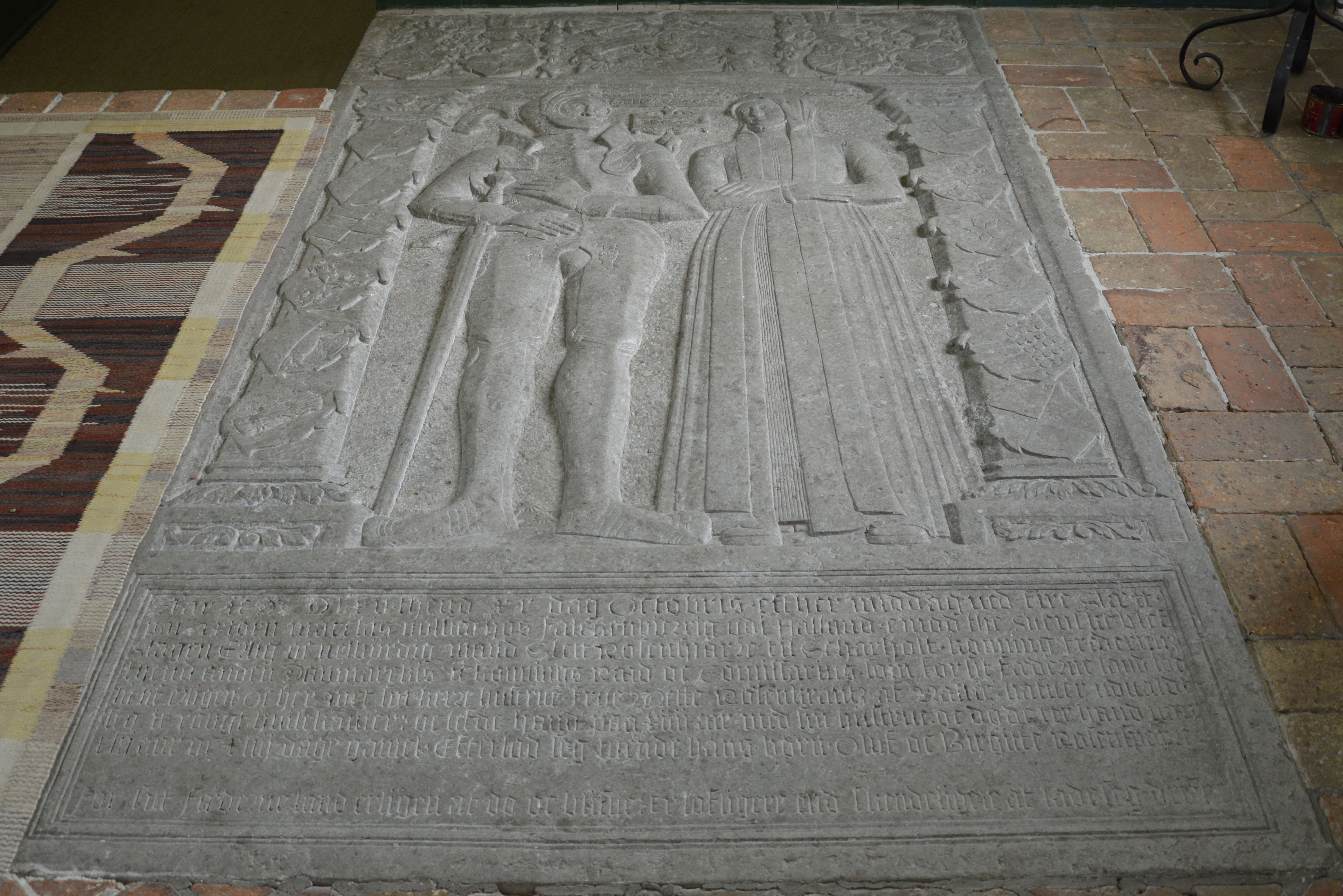
Sten Rosensparres gravsten i kyrkan